# Maple Creek (Wisconsin)
Maple Creek es un pueblo ubicado en el condado de Outagamie en el estado estadounidense de Wisconsin. En el Censo de 2010 tenía una población de 619 habitantes y una densidad poblacional de 11,03 personas por km².

## Geografía
Maple Creek se encuentra ubicado en las coordenadas 44°28′16″N 88°41′25″O / 44.47111, -88.69028. Según la Oficina del Censo de los Estados Unidos, Maple Creek tiene una superficie total de 56.11 km², de la cual 54.93 km² corresponden a tierra firme y (2.12%) 1.19 km² es agua.

## Demografía
Según el censo de 2010, había 619 personas residiendo en Maple Creek. La densidad de población era de 11,03 hab./km². De los 619 habitantes, Maple Creek estaba compuesto por el 99.19% blancos, el 0% eran afroamericanos, el 0% eran amerindios, el 0.81% eran asiáticos, el 0% eran isleños del Pacífico, el 0% eran de otras razas y el 0% pertenecían a dos o más razas. Del total de la población el 1.94% eran hispanos o latinos de cualquier raza.